# Subaşı, Gölova
Subaşı là một xã thuộc huyện Gölova, tỉnh Sivas, Thổ Nhĩ Kỳ. Dân số thời điểm năm 2011 là 40 người.